# Cestonia rufipes
Cestonia rufipes är en tvåvingeart som beskrevs av Zeegers 2007. Cestonia rufipes ingår i släktet Cestonia och familjen parasitflugor. Inga underarter finns listade i Catalogue of Life.